# 크라운 멜버른

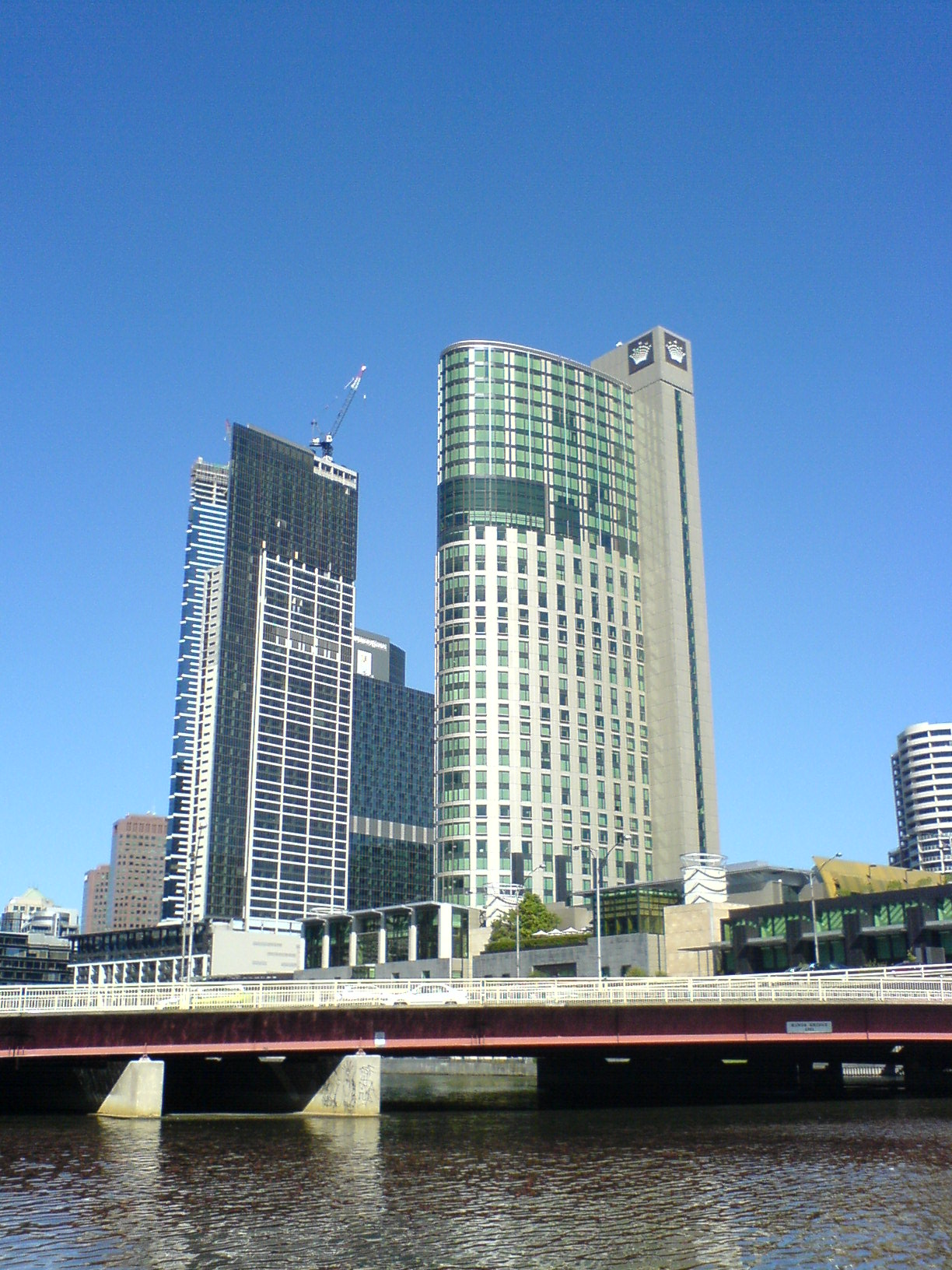
크라운 타워 (오른쪽 건물)

크라운 멜버른(Crown Melbourne)는 오스트레일리아에서 가장 큰 카지노이다. 1997년 사우스뱅크에 있는 크라운 카지노 엔터테인먼트 콤플렉스로 새로 이전하였으며, 카지노는 오스트레일리아의 PBL 사에서 운영한다.

## 역사
크라운 멜버른은 1994년에 열렸으며, 1997년에 사우스뱅크로 이전 되었다. 크라운 카지노의 설립자는 로이드 윌리엄스였으나 1999년 PBL의 케리 패커에게 인수되었다.

## 게임
여러 게임들 중에 크라운 멜버른에서는 블랙잭, 크랩스, 파이 가오, 포커, 바카라, 룰렛을 주로 제공하고 있다.

## 같이 보기
- 더 스타